# 일레인 김
일레인 김(Elaine Kim, 1962년 ~ , 서울특별시 출생)은 대한민국 태생의 미국 여성 패션 디자이너이다. 그녀는 서울특별시에서 태어나, 샌프란시스코, 로스앤젤레스에서 자랐다.
1986년에 로스앤젤레스 메루로즈 에비뉴 및 마리나 델 레이에서 개업하였고, 1992년에 오픈된 비벌리 힐스점에서 <프로닥트>(Product)라인을 출시. 마돈나, 케이트 모스 등이 애용하는 브랜드로써 주목을 받으면서 1996년에는 뉴욕에서 본점을 개점했다. 2008년 3월에는 자신의 이름을 내건 브랜드를 발표해서 <위민즈 웨어 데일리>(Women's Wear Daily)의 표지를 장식했다.